# L'amor ho és tot, tot

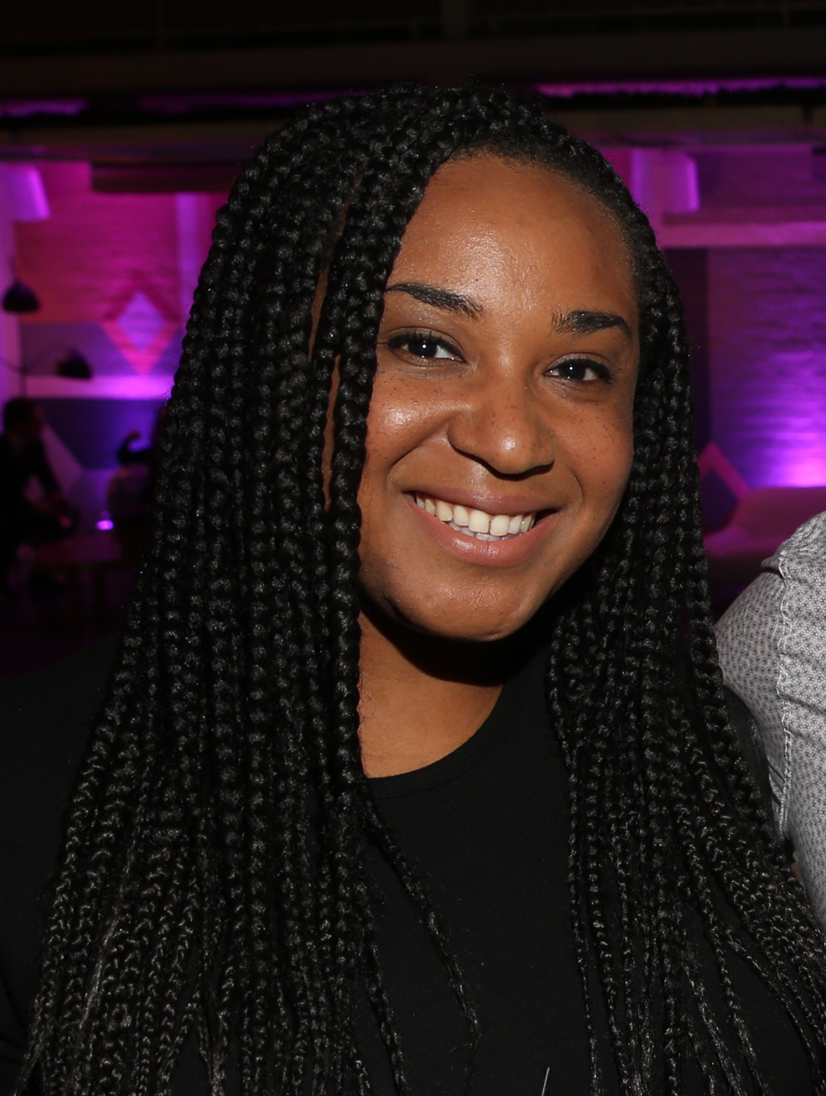
La directora Stella Meghie, el 2016.

L'amor ho és tot, tot (originalment en anglès, Everything, Everything) és una pel·lícula de drama romàntic estatunidenca del 2017 dirigida per Stella Meghie i escrita per J. Mills Goodloe, basada en la novel·la homònima de Nicola Yoon del 2015. La pel·lícula va ser produïda per Elysa Dutton i Leslie Morgenstein i protagonitzada per Amandla Stenberg i Nick Robinson i segueix una jove anomenada Maddy Whittier (Stenberg), que té una malaltia greu que li impedeix sortir de casa seva, i el seu veí Olly Bright (Robinson), que vol ajudar-la a viure la vida i comencen a enamorar-se. S'ha doblat al català.
El rodatge principal va començar el 6 de setembre de 2016 a Vancouver (Colúmbia Britànica), i va acabar el mes següent. La pel·lícula es va estrenar el 19 de maig de 2017 a càrrec de Warner Bros. Pictures. Va rebre crítiques diverses, amb elogis dirigits a les dues interpretacions principals, però amb fortes crítiques dirigides al guió. No obstant això, va ser un èxit comercial, ja que va recaptar 61 milions de dòlars a tot el món amb un pressupost de producció de 10 milions de dòlars.

## Repartiment
- Amandla Stenberg com a Madeline "Maddy" Whittier
- Nick Robinson com a Oliver "Olly" Bright
- Anika Noni Rose com la doctora Pauline Whittier, la mare de Maddy
- Ana de la Reguera com a Carla, la infermera de la Maddy
- Taylor Hickson com a Kayra Bright, la germana petita de l'Olly